# Mark D. Rausher
Mark D. Rausher (* 1951) ist ein US-amerikanischer Genetiker, Evolutionsbiologe und Ökologe und Hochschullehrer an der Duke University.
Rausher studierte an der University of Chicago mit dem Bachelor-Abschluss 1973 und wurde 1978 an der Cornell University promoviert. 1978 wurde er Assistant Professor, 1983 Associate Professor und 1991 Professor an der Duke University (Trinity College of Arts and Sciences). Von 1995 bis 2000 stand er der Abteilung Biologie vor und 2013 wurde er John Carlisle Kilgo Distinguished Professor für Biologie.
Er befasst sich mit Evolutionsbiologie sowohl (und gleichzeitig) auf phänotypischer als auch auf genetischer Ebene, so mit der genetischen Basis von Anpassung in der Evolution von Stoffwechselwegen. Dabei wird die genetische Basis des Phänotyps auf molekularer Ebene analysiert und die Selektionsmuster des Phänotyps unter natürlichen Bedingungen analysiert. Vorzugsweise werden dabei phänotypische Eigenschaften von ökologischer Bedeutung betrachtet. Er untersuchte unter anderem die Ko-Evolution von Pflanzenabwehr und Schädlingen (Herbivoren, Pathogenen u. a.) sowie mit Bestäubern, Wechselwirkung von Pflanzen untereinander, wobei er insbesondere Windengewächse betrachtet. Dabei gelangen ihm überzeugende quantitative Nachweise von natürlicher evolutionärer Adaption und Bestätigungen lange offener Annahmen über die Kosten von Resistenz bei Pflanzen, diffuser Koevolution und adaptiven Beschränkungen.
Zu den von ihm untersuchten Pflanzen zählt die Purpur-Prunkwinde (Ipomoea purpurea) und zu den Herbivoren verschiedene Schmetterlingslarven wie die von Battus philenor (und seiner Wirtspflanze, der nordamerikanischen Pfeifenblume Aristolochia reticulata) und der amerikanische Blattkäfer Deloyala guttata.
2016 erhielt er den Sewall Wright Award. 2019 wurde er Fellow der American Academy of Arts and Sciences.

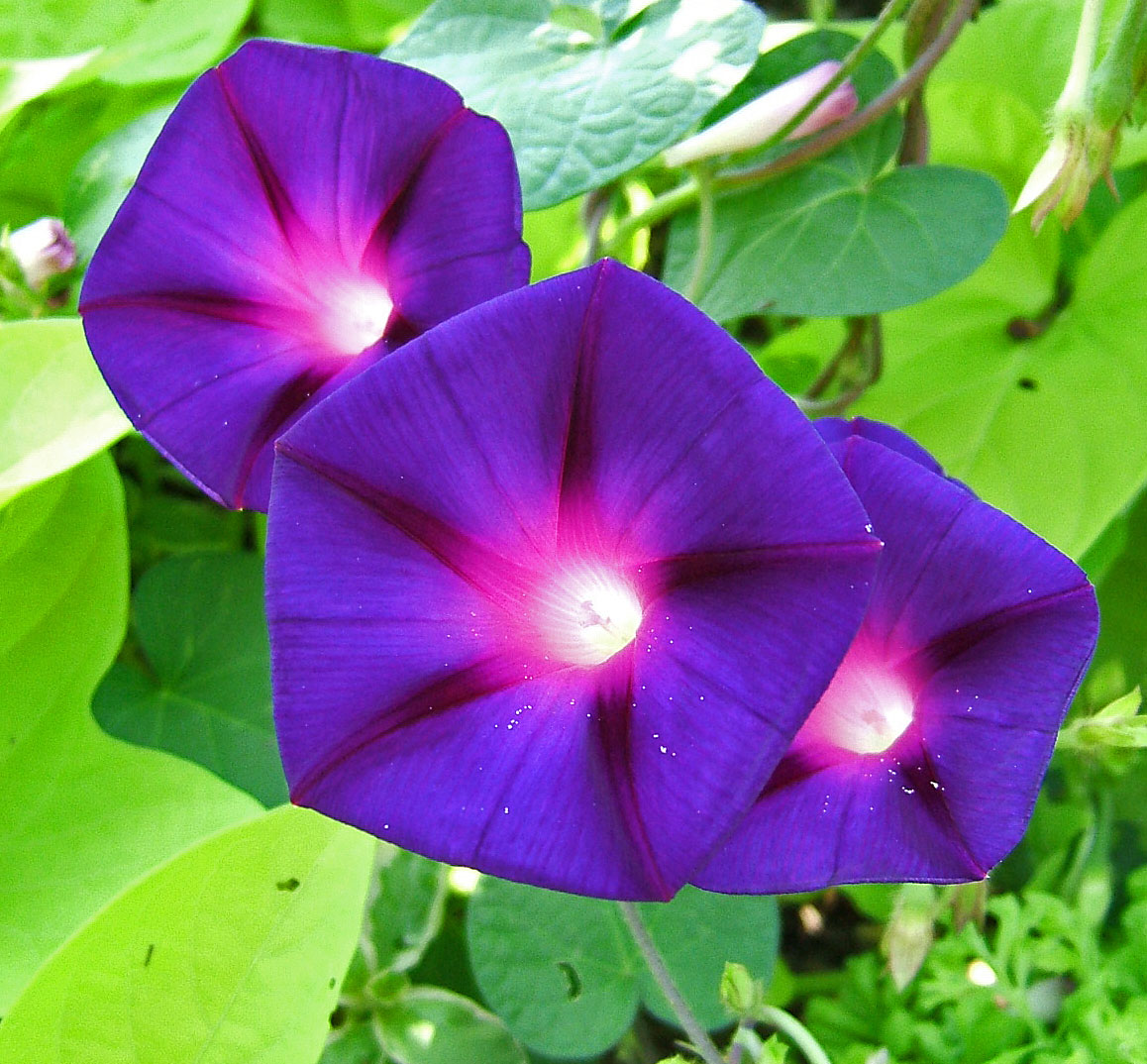
Die Purpur-Prunkwinde, eine der von ihm untersuchten Pflanzen

## Schriften (Auswahl)
Außer die in den Fußnoten zitierten Arbeiten.
- Search image for leaf shape in a butterfly, Science, Band 200, 1978, S. 1071–1073
- mit E. L. Simms: Costs and benefits of plant resistance to herbivory, The American Naturalist, Band 130, 1987, S. 570–581
- The measurement of selection on quantitative traits: biases due to environmental covariances between traits and fitness, Evolution, Band 46, 1992, S. 616–626
- mit W. L. Fineblum: Tradeoff between resistance and tolerance to herbivore damage in a morning glory, Nature, Band 377, 1995, S. 517–520
- mit D. Mauricio: Experimental manipulation of putative selective agents provides evidence for the role of natural enemies in the evolution of plant defense, Evolution, Band 51, 1997, S. 1435–1444
- mit R. Mauricio, D. S. Burdick: Variation in the defense strategies of plants: are resistance and tolerance mutually exclusive ?, Ecology, Band 78, 1997, S. 1301–1311
- Co-evolution and plant resistance to natural enemies, Nature, Band 411, 2001, S. 857–864
- mit J. R. Stinchcombe, M. T. Rutter, D. S. Burdick, P. Tiffin, R. Mauricio: Testing for environmentally induced bias in phenotypic estimates of natural selection: theory and practice, The American Naturalist, Band 160, 2002, S. 511–523
- Evolutionary transitions in floral color, International Journal of Plant Sciences, Band 169, 2008, S. 7–21